# Cantuaria mestoni
Espèce
Synonymes
- Arbanitis mestoni Hickman, 1928
- Misgolas mestoni (Hickman, 1928)

Cantuaria mestoni est une espèce d'araignées mygalomorphes de la famille des Idiopidae.

## Distribution
Cette espèce est endémique de Tasmanie en Australie.

## Description
Le mâle holotype mesure 13,0 mm et la femelle paratype 21,5 mm.

## Étymologie
Cette espèce est nommée en l'honneur d'Archibald Lawrence Meston.

## Publication originale
- Hickman, 1928 :  Studies in Tasmanian spiders. Part II. Papers and Proceedings of the Royal Society of Tasmania, vol. 1927, p. 158-175 (texte intégral).